# Dynamic Togolais
Der Dynamic Togolais Football Club, auch bekannt als Dynamic Togolais, ist ein togoischer Fußballverein aus Lomé. Aktuell, Stand Oktober 2024, spielt der Verein in der zweiten Liga.

## Geschichte
Der Verein spielt in der Championnat National und ist einer der erfolgreichsten seines Landes. Ihm gelangen bisher sechs Meisterschaften und drei Siege im Coupe du Togo. Sie qualifizierten sich mehrmals für die afrikanischen Wettbewerbe, wobei sie 1971 im Champions Cup ihren größten internationalen Erfolg erreichten. Dort drangen sie bis ins Viertelfinale vor, verloren beide Spiele nur knapp gegen den späteren Sieger des Wettbewerbes Canon Yaoundé. Am Ende der Saison 2023/24 musste der Verein als Tabellenletzter in die zweite Liga absteigen.

## Erfolge
- Togoischer Meister: 1970, 1971, 1997, 2001, 2004, 2012
- Togoischer Pokalsieger: 2001, 2002, 2005
- Togoischer Pokalfinalist: 2018

## Stadion
Der Verein trägt seine Heimspiele im Stade Agoè-Nyivé in Lomé aus. Das Stadion hat ein Fassungsvermögen von 2000 Personen.

## Statistik in den CAF-Wettbewerben
| Wettbewerb                    | Runde         | Gegner                     | Hinspiel | Rückspiel          |  |
| ----------------------------- | ------------- | -------------------------- | -------- | ------------------ |  |
|                               |               |                            |          |                    |  |
| CAF Champions Cup 1971        | 2. Runde      | Victoria Club Mokanda      | 2:1 (A)  | 2:0 (H)            |  |
|                               | Viertelfinale | Canon Yaoundé              | 1:2 (H)  | 3:4 (A)            |  |
| CAF Champions Cup 1972        | 2. Runde      | Aigle Nkongsamba           | 1:1 (H)  | 3:4 (A)            |  |
| CAF Champions League 1998     | 1. Runde      | FC 105 Libreville          | 3:3 (H)  | 2:6 (A)            |  |
| CAF Champions League 2002     | Qualifikation | Tourbillon FC              | 2:3 (A)  | 0:0 (H)            |  |
| African Cup Winners’ Cup 2003 | 1. Runde      | Africa Sports National     | 1:1 (A)  | 1:2 (H)            |  |
| CAF Confederation Cup 2004    | Qualifikation | Étoile Filante Ouagadougou | 0:2 (A)  | 0:0 (H)            |  |
| CAF Confederation Cup 2006    | Qualifikation | AS Bamako                  | 0:0 (H)  | 0:5 (A)            |  |
| CAF Confederation Cup 2011    | Qualifikation | Sahel SC                   | 0:0 (H)  | 0:0 (A) / Pen: 2:4 |  |
| CAF Champions League 2013     | Qualifikation | AS Vita Club               | 0:3 (A)  | 1:2 (H)            |  |

- 1971 & 1972: Der Verein hatte in der ersten jeweils ein Freilos erhalten.

## Trainer
| Trainer       | von               | bis            |
| ------------- | ----------------- | -------------- |
| Hammadi Sghir | 1. September 2022 | 30. April 2023 |